# Танк Рибінського заводу
Танк Ри́бінського заводу (у ряді видань також зустрічається визначення Рибінський танк) — проект середнього танка, що розроблявся в Російській імперії в 1915 -1917 ріках. Один з найбільш загадкових проектів бронетехніки, створених в Росії в роки Перша світова війна - інформація про нього дуже обмежена і носила уривчастий характер.

## Загальна інформація
За найбільш поширеною версією, танк створювався з використанням агрегатів сільськогосподарського трактора і багато в чому спирався на французький досвід створення танків. Є також підстави вважати, що при проектуванні за основу було взято не прийнятий у Франції проект полковника Етьєна 1915 року. Однак, у будь-якому випадку, створення танка не вийшло зі стадії проектування — початковий проект, запропонований Військовому відомству в кінці 1916 року, не мав детального опису і був представлений лише в загальному вигляді, а Жовтнева революція та події 1917 поставили хрест на подальших роботах у цьому напрямку.

## Історія створення
Як не дивно, перша згадка про «Танк Рибінского заводу» у пресі відноситься лише до 1956, тобто через 40 років після передбачуваної появи проекту. У книзі відомого дослідника В.Д.Мостовенка «Танки» були такі рядки:
У 1915 р. на одному із заводів був розроблений проект танка з такими характеристиками: вага 20 т, екіпаж 4 людини, озброєння 107-мм гармата і великокаліберний кулемет, броня 10-12 мм, потужність двигуна 200 л. с. Представлений до Головного військово-технічного управління 10 серпня 1916 року, цей проект не отримав необхідної підтримки… Є відомості й про інший проект, розроблений у той же час: вага 12 т, швидкість до 12 км/год, озброєння 75-мм гармата та кулемет.» 
— Мостовенко В. Д. Танки. Видання друге, виправлене та доповнене. — М. : Військове видавництво МО СРСР, 1956.
Там же були наведені розрізи бронемашини коробчастої форми з гарматою в кормі і ходовою частиною на кшталт трактора «Холт».
Однак пізні спроби дослідників знайти оригінальні креслення в архівах не увінчалися успіхом. Багато «білих плям» було і в описі машини. Тим не менш, на хвилі боротьби з космополітизмом і поширенні ідей про «винахід танка в Росії», історія про Рибінський танк виявилася дуже популярна. Зокрема, на підставі креслень художник М. І. Петровський створив художню реконструкцію танка. Крім того, дослідники і краєзнавці робили спроби розшукати відомості, на якому саме заводі Рибінська і ким був складений проект, однак і ці пошуки не дали результатів. Через відсутність будь-яких даних в архівах ряд дослідників взагалі засумнівалися в існуванні цього проекту. Зокрема з'явилася версія, що «танк Рибінського заводу» вперше був згаданий у газеті Академії бронетанкових військ в день сміху.
Однак Рибинський танк все ж таки існував. Щоправда, навіть не на рівні проекту, а на рівні пропозиції. Восени 1916 року Голова комісії з броньових автомобілів генерал-майор Н. М. Філатов («батько» бронеавтомобіля «Гарфорд-Путілов»), отримав лист наступного змісту:
Технічний відділ ГВТУ надсилає, за наказом Начальника Управління, заяву Акціонерного товариства «Російський Рено» від 10 серпня 1916 року з кресленням броньованого трактора великої потужності…
Свого часу суспільство "Російський Рено" створювалося з метою налагодження ліцензійного випуску автомобілів "Рено" в Росії і юридично перебувало у Петрограді, де розміщувався його завод. Проте вже під час війни воно побудувало другий завод — у Рибінську. І хоча суспільство так і не спромоглося випустити жодного автомобіля, а Рибинський завод під час війни був перепрофільований на випуск авіаційних двигунів, його потужностей було цілком достатньо для реалізації проектів бойових машин на гусеничному шасі.
Комісія з броньових автомобілів розглянула заяву товариства вже 19 серпня. У протоколі засідання значилося наступне:
Заява фірми, креслення та особисте пояснення голови фірми дають такі відомості: трактор гусеничної системи, пристосований для їзди без доріг. Вага трактора близько 12 тонн, швидкість близько 12 км/година. Озброєння - одна 75-мм гармата і один кулемет. Більш докладних відомостей зараз немає, і Петроградське відділення Фірми запросило про них Правління в Парижі ... 
Тобто проект бойової машини «Російського Рено» мав французьке коріння. Історія його почалася ще 1 грудня 1915 року, коли полковник Етьєн направив головнокомандувачу французьких військ листа з пропозицією про будівництво «броньованих возів, що забезпечують просування піхоти» — тобто, по суті, танків супроводу. Етьєн пропонував будувати на основі трактора «Холт» бойові машини вагою 12 тонн, захищені бронею товщиною 15-20 мм і озброєні 37-мм гарматою та двома кулеметами. Екіпаж «танку» становив 4 особи. Чекаючи офіційної підтримки від Військового міністерства, 20 грудня 1915 року Етьєн зустрівся в Парижі з Луї Рено і запропонував йому зайнятися виробництвом подібної машини, але знаменитий конструктор не виявив до танка особливого інтересу (пізніше, в 1917 році, Рено все ж таки зайнявся танками і створив знаменитий «Рено» FT-17). Розчарований Етьєн звернувся до конкурента Рено, інженера Брільє з фірми Schneider Electric Шнейдер, який погодився на пропозицію полковника і розробив проект, згодом втілився в танк CA-1 Шнейдер CA-1 «Шнейдер». Що ж до проекту Етьєна, то він «пролежав без діла» до середини 1916 року, проте на той час вже були готові проекти танків CA-1 Шнейдер і «Сен-Шамон», озброєних 75-мм знаряддями та кулеметами. Етьєн віддав цим машинам перевагу, і його «неприкаяний» танк 1915 став неактуальним.
Однак, судячи з усього, Луї Рено, у якого залишилися начерки Етьєна, вирішив, враховуючи роботи, що вже ведуться у Франції, спробувати просунути цей танк у Росії, через філію своєї фірми. Він, найімовірніше, знав, що російське військове відомство вже тоді почало «зондувати» військові підприємства союзників щодо закупівлі не лише бронеавтомобілів, а й танків. На цьому тлі пропозиція «Російського Рено» виглядала дуже привабливо, але через свою недопрацьованість (ймовірно, вона супроводжувалася лише ескізом) не викликала особливого інтересу ГВТУ, і без того заваленої роботою. Однак ГВТУ все ж таки переадресувала пропозицію «Російського Рено» Філатову та його Комісії з броньових автомобілів, яка на тому ж засіданні 19 серпня відклала свій висновок про «броньований трактор» до отримання більш докладних відомостей. 
Відомості, мабуть, так і не надійшли, і у купі проблем воєнного часу про пропозицію забули і ГВТУ та «Російський Рено». Замість цього навесні 1917 року було досягнуто домовленості про постачання в Росію 390 французьких танків CA-1 Шнейдер, але після більш детальної оцінки їхніх бойових можливостей у вересні було зроблено вибір у користь легень FT-17. Однак події 1917 року, розвал армії та загальна дезорганізація влади не дали цим планам втілитись у життя.

## Опис конструкції
За описаним Мостовенком першим проектом, найімовірніше, що не існував у реальності, танк мав масу 20 тонн при бронюванні завтовшки 10-12 мм. Компонування машини було дещо нестандартним, з переднім розташуванням відділення управління (там же монтувався курсовий кулемет), моторним відсіком у середині корпусу та бойовим — у кормі. Озброєння становила 107-мм морська гармата зразка 1910 року. Хоча походження креслень з книги В.Д.Мостовенко неясно (С.Л.Федосєєв, наприклад, каже, що вони цілком могли бути добре підготовленою містифікацією . Проект був в цілому цілком реальний.
Другий проект танка, мабуть, був цим проектом Етьєна, дещо переробленим Луї Рено. Цей танк мав значно меншу масу і важив 12 тонн. Коробчастий корпус танка з вертикальними бортами мав довжину 4900 мм, ширину 2000 мм і висоту 2000 мм. У передній частині корпусу, рівно центральною осі, розміщувався механік-водій. Праворуч від нього, в лобовому аркуші корпусу, встановлювався великокаліберний кулемет. Його тип не вказувався, причому це цілком могла бути і 20-мм автоматична гармата Беккера. Ця зброя обслуговувалась командиром машини. У середній частині корпусу знаходився моторний відсік, де встановлювався бензиновий карбюраторний двигун потужністю 200 к.л. с.]] Розрахункова швидкість машини оцінювалася в 12-15 км/год. У кормовому гарматному відсіку розміщувалося 75-мм гармата (найвірогідніше, 75-мм морська гармата Кане), яка обслуговувалась двома членами екіпажу.
М. Н. Свірін у книзі «Самоходки Сталіна. Історія радянської САУ 1919—1945» вказує, що подібне розташування озброєння диктувалося передбачуваною тактикою застосування цих машин. Танки повинні були йти в атаку попереду піхоти, прикриваючи її своєю бронею та підтримуючи вогнем кулеметів. У разі зустрічі з вогневими точками або загородженнями, машини повинні були розвернутися і вогнем зі зброї прямим наведенням знищити перешкоди, після чого продовжувати супровід піхоти. 
Ходова частина була розроблена за типом трактора «Холт» і стосовно одного борту складалася з 10 опорних котків малого діаметра, заблокованих в 4 візки, і чотирьох підтримуючих роликів. Ведуче колесо розміщувалося спереду, лінивець — ззаду. Верхня частина гусениць прикривалася відкидними бронеекранами.
Найімовірніше, на кресленнях із книги Мостовенка показано саме другий варіант танка. Це випливає хоча б із співвідношення зростання людей, габаритів двигуна і гармати на кресленні, судячи з якого калібр гармати не перевищує 75 мм. До того ж, розміщення 107-мм гармати в машині таких габаритів було б дуже проблематично.

## Оцінка проекту
У принципі, так званий «танк Рибінського заводу», будучи побудований, був цілком адекватною для свого часу машиною. За більшістю параметрів (бронювання, озброєння, швидкість) танк цілком відповідає машинам типу СА-1 «Шнейдер» і «Сен-Шамон», цілком вдало що застосовувався у Першій світовій війні. Більш того, є підстави припускати, що 200-сильний двигун забезпечував би машині навіть більшу рухливість, ніж 12 км/год. Однак, як би там не було, на поля битв цей танк так і не вийшов, а в метушні революцій і Громадянської війни, що послідувала за ними, начерки, мабуть, зникли з поля зору інженерів і не вплинули на подальше танкобудування в СРСР.

## Див також
- Holt gas-electric tank - прототип американського бензино-електричного танка, який був побудований у співпраці між компаніями Холт (нині Caterpillar) і US General Electric Company.